# Josep Maria Musté i Folch
Josep Maria Musté i Folch (Tarragona, 1933 - Tarragona, 28 de març de 2011) fou un polític català, tinent d'alcalde de Tarragona i senador a Corts Espanyoles en la IV Legislatura.
Va treballar com a administratiu i director gerent. Militant d'UDC, fou conseller d'hisenda de l'ajuntament de Tarragona de 1987 a 1991, i tinent d'alcalde de relacions ciutadanes de 1991 a 1995, així com diputat provincial per Tarragona. Fou escollit senador de CiU per la província de Tarragona a les eleccions generals espanyoles de 1989. Va ser portaveu de la Comissió d'Afers Iberoamericans i de la Comissió de Suplicatoris del Senat d'Espanya. En 1991 també fou abanderat de la Germandat de Jesús Natzarè de Tarragona.